# Stegana nigrolimbata
Stegana nigrolimbata är en tvåvingeart som beskrevs av Oswald Duda 1924. Stegana nigrolimbata ingår i släktet Stegana och familjen daggflugor.
Artens utbredningsområde är Taiwan. Inga underarter finns listade i Catalogue of Life.